# Dicranoloma platycaulon
Dicranoloma platycaulon là một loài Rêu trong họ Dicranaceae. Loài này được Müll. Hal. ex Dixon mô tả khoa học đầu tiên năm 1913.